# John R. Connelly

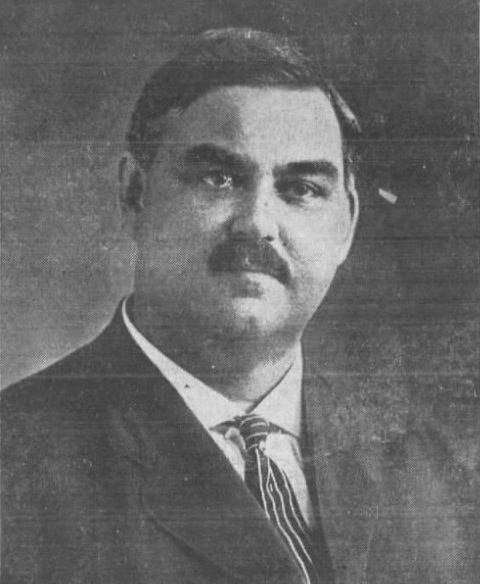
John R. Connelly, 1914

John Robert Connelly (* 27. Februar 1870 bei Mount Sterling, Illinois; † 9. September 1940 in Concordia, Kansas) war ein US-amerikanischer Politiker. Zwischen 1913 und 1919 vertrat er den sechsten Wahlbezirk des Bundesstaates Kansas im US-Repräsentantenhaus.

## Werdegang
Im Jahr 1883 kam John Connelly mit seinen Eltern in das Thayer County in Nebraska, wo er die öffentlichen Schulen besuchte. Danach studierte er an der Salina Normal University in Salina (Kansas). Ab 1888 war Connelly im Thomas County in Kansas wohnhaft, wo er als Lehrer arbeitete. Zwischen 1894 und 1898 war er Schulrat im Thomas County; von 1897 bis 1919 war er Eigentümer und Herausgeber der Zeitung "Colby Free Press".
Connelly war Mitglied der Demokratischen Partei, deren Democratic National Conventions er in den Jahren 1908, 1920 und 1928 als Delegierter besuchte. Er war Bürgermeister und Stadtrat in Colby. Im Jahr 1908 kandidierte er erfolglos für den Kongress. Bei den Kongresswahlen des Jahres 1912 wurde er dann im sechsten Distrikt von Kansas in das US-Repräsentantenhaus in Washington, D.C. gewählt. Dort trat er am 4. März 1913 die Nachfolge des Republikaners Isaac D. Young an. Nach zwei Wiederwahlen konnte Connelly sein Mandat im Kongress bis zum 3. März 1919 ausüben. In diese Zeit fiel die Teilnahme der Vereinigten Staaten am Ersten Weltkrieg. Am 16. Januar 1919, kurz vor dem Ende der Legislaturperiode, wurde der 18. Verfassungszusatz im Kongress verabschiedet, durch den die Alkoholprohibition eingeführt wurde.
Bei den Wahlen des Jahres 1918 unterlag Connelly dem Republikaner Hays B. White. Nach seinem Ausscheiden aus dem Kongress nahm er seine früheren Tätigkeiten wieder auf. Im Jahr 1924 kandidierte er erfolglos für eine Rückkehr in das US-Repräsentantenhaus. Damals engagierte er sich auch im Immobiliengeschäft in Colby. John Connelly starb im September 1940 in Concordia und wurde in Colby beigesetzt.